# IC 5373
IC 5373 ist ein interagierendes Galaxienpaar im Sternbild Andromeda am Nordsternhimmel. Sie ist schätzungsweise 446 Millionen Lichtjahre von der Milchstraße entfernt.
Das Objekt wurde am 9. November 1899 von Stéphane Javelle entdeckt.